# 장순 (수호전)

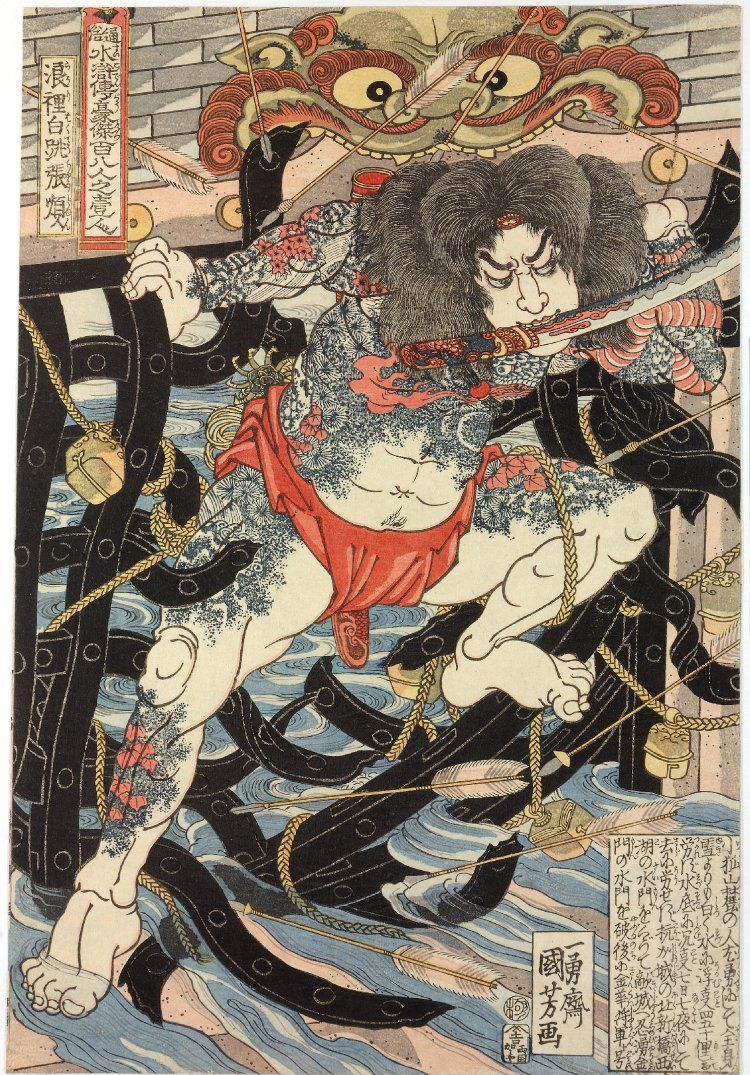

장순(張順)은 중국의 사대기서(四大奇書) 중 하나인 《수호전》(水滸傳)에 등장하는 인물로, 108성 중 30위이자 천강성(天罡星)의 천손성(天損星)에 해당한다. 뛰어난 수영 실력으로 별호는 낭리백도(浪裏白跳)이다. 나이는 32~3이고 보통의 키와 비단결 같은 흰 피부, 세 줄기의 검은 수염을 가졌다. 친형은 선화아 장횡. 엄청난 수영의 달인으로 사오십리(약 20km)를 헤엄치며, 며칠을 물속에서 보낼 수 있는 수영 고수가 많은 수군 두령들 중에서도 특히 뛰어난 수영 능력을 지녔다. 양산박에서는 수군 두령의 한 사람으로 활약했다.

## 생애
형인 장횡과 함께 장강에서 나룻배를 하며 배위에서 나그네의 금전을 뜯어내다가 마음을 고쳐먹어 형과 이별하고 강주로 이동해 생선 도매상을 하게 되었다. 어느 날 물고기를 가두어 놓는 곳에서 피부색이 검은 큰 남자가 어부들을 닥치는 대로 때리고 있었다. 생선의 경매가 시작되기도 전에 생선을 팔라고 고집을 부리니, 장순은 이를 응징하려 하지만 그 큰 남자는 매우 세서 오히려 얻어 맞았다. 이후 검은 큰 남자 이규의 상관인 옥리(獄吏) 대종과 한 죄수가 싸움을 말리러 왔다. 화가 풀리지 않은 장순은 이규를 도발하여 물속으로 끌어들여 육지와는 반대로 이규를 사납게 응징했다. 죄수가 말려 그만두고 육지에 오르자 죄수로부터 형 장횡의 편지를 건네받아 그 죄수가 천하의 의사 송강임을 알게 된다. 이규가 생선을 빨리 가져가려고 한것도 송강을 대접하기 위해서라 하여 이규와 화해하고 가장 싱싱한 생선을 잡아 함께 술을 마셨고 송강과도 친해졌다.

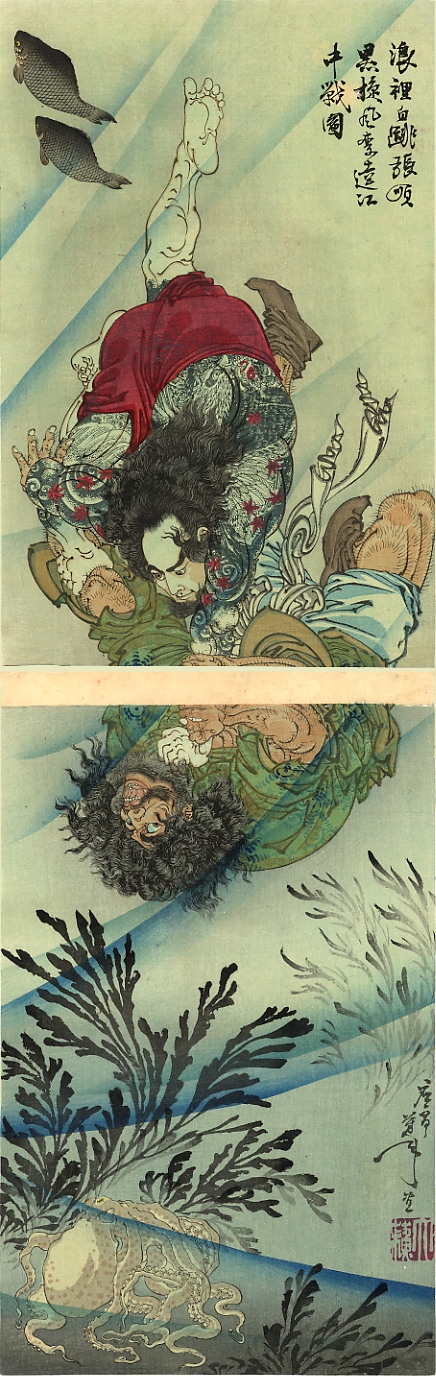

이후 송강이 통판(부지사) 황문병에게 모함당하고, 송강을 도우려던 대종과 함께 처형될 위기에 빠진다. 장순은 형 장횡에게 이를 알리고 이준 등과 함께 인근 선원들을 데리고 구출에 나선다. 강주에 도착하자 양산박 조개 등에게 두 사람은 구출됐으며 관헌에게 쫓기던 일행을 배에 태우고 대피, 그후 양산박에 들어갔다.
양산박에서는 수군 두령으로 활약한다. 송강이 병으로 쓰러지자 예전에 어머니의 병을 고쳐주었던 명의 안도전을 데려오려 건강으로 간다. 이곳에서 수적인 '절강귀(截江鬼) 장왕'과 '유리추(油裏鰍) 손오'의 습격을 받아 예전에 자신과 형이 했던 것처럼 금품을 빼앗기고 밧줄에 묶여 강물에 던져지지만 타고난 수영 기술로 간신히 탈출했다. 그 후 도움을 받은 주점 주인의 아들인 왕정륙의 협조로 기녀 이교노(장왕의 정부)에게 빠진 안도전을 이교노를 살인한 살인자로 만들어 억지로 동행시킨 뒤 다시 왕정륙의 안내로 장왕을 만나 물 속으로 던져버린 뒤 양산박으로 돌아왔다.
108명이 양산박에 모인 후에는 다시 수군 두령의 한 사람으로 임명되어 장횡과 함께 서쪽의 수채를 지킨다. 양산박이 조정에 귀순하려고 할 때에는 다른 수군 두령들과 마찬가지로 철저히 반대한다. 관군의 해포선이 쳐들어왔을 때는 수상전에서 이를 무찌르고 적 사령관이자 양산박 숙적 중 한 명인 고구를 잡는 수훈을 올린다. 하지만 결국 양산박은 조정에 귀순하게 되고, 장순 등 수군 두령들은 마지못해 이를 따랐고 이후에도 송강의 결정을 따랐다. 다만 이준 등과 함께 송강에게 불만을 토로하는 등 막판까지 조정에 대한 불신은 사라지지 않았다.
방랍토벌 중반 적군이 항주성에 농성하자 강을 헤엄쳐 성안으로 숨어들 것을 진언. 단독으로 성문 앞까지 살금살금 다가가지만 적의 대비책이 있었기 때문에 적병에게 발견된다. 황급히 물속으로 도망치려 하지만 빠르게 화살과 투창, 바위에 공격당해 전사했다. 그날 밤 송강의 꿈에 나타나 작별을 고했다. 항주성이 함락되자 형 장횡의 몸으로 혼이 옮겨가 적 지휘관 방천정을 살해하고 송강 앞에 목을 바친다. 장순은 용왕에 의해 신에 봉해져 혼백이 되어 방천정의 주위에 있다가 장횡이 보였으므로 장횡의 몸을 빌려 방천정을 죽였다고 말하고 떠났다.

## 여담
별호가 낭리백도(浪裏白跳) 또는 낭리백조(浪裏白條)로 불리는데 청나라의 비평가인 김성탄이 수호전을 70회 본으로 편집하면서 낭리백도를 낭리백조로 무단으로 수정하였다. 수호전 초기 100회 본과 120회 본에서는 낭리백도로 나온다.